# FC Tirol Innsbruck
Maillots
Le FC Tirol Innsbruck était un club autrichien de football basé à Innsbruck.

## Historique
- 1993 : fondation du club sous le nom de FC Tirol Innsbruck, le club prenant la licence de Bundesliga de FC Wacker Innsbruck
- 1993 : 1re participation à une Coupe d'Europe (C2, saison 1993/94)
- 2002 : fermeture du club

## Palmarès et statistiques

### Palmarès
| Compétitions nationales | Compétitions internationales |
| - Championnat d'Autriche - Champion : 2000, 2001, 2002 - Coupe d'Autriche - Finaliste : 2001 - Supercoupe d'Autriche - Finaliste : 1993, 2000, 2001 | - Néant                      |

### Bilan saison par saison
| Saison    | Championnat | Championnat | Championnat | Championnat | Championnat | Championnat | Championnat | Championnat | Championnat | Championnat | Championnat | Buteur     | Buteur | Coupe d'Autriche | Coupes d'Europe | Coupes d'Europe |
| Saison    | Div.        | Pos.        | Pts         | M           | V           | N           | D           | BP          | BC          | Diff.       | Affl.       | Nom        | Buts   | Coupe d'Autriche | Compét.         | Tour            |
| --------- | ----------- | ----------- | ----------- | ----------- | ----------- | ----------- | ----------- | ----------- | ----------- | ----------- | ----------- | ---------- | ------ | ---------------- | --------------- | --------------- |
| 1993-1994 | I           | 4e/10       | 39          | 36          | 14          | 11          | 11          | 48          | 33          | +15         | 4 772       | Daněk      | 12     | 2e tour          | C2              | 2e tour         |
| 1994-1995 | I           | 5e/10       | 40          | 36          | 15          | 10          | 11          | 61          | 44          | +17         | 8 011       | Sané       | 20     | 2e tour          | C3              | 2e tour         |
| 1995-1996 | I           | 3e/10       | 62          | 36          | 18          | 8           | 10          | 64          | 40          | +24         | 7 206       |            |        | 2e tour          | -               | -               |
| 1996-1997 | I           | 4e/10       | 55          | 36          | 16          | 7           | 13          | 49          | 40          | +9          | 7 056       | Janeschitz | 27     | 1/4 de f.        | C3              | 1er tour        |
| 1997-1998 | I           | 6e/10       | 48          | 36          | 12          | 12          | 12          | 49          | 51          | -2          | 5 822       |            |        | ?                | C3              | 2e tour         |
| 1998-1999 | I           | 6e/10       | 55          | 36          | 15          | 10          | 11          | 49          | 41          | +8          | 4 250       |            |        | ?                | -               | -               |
| 1999-2000 | I           | 1er/10      | 77          | 36          | 24          | 5           | 7           | 54          | 30          | +24         | 11 404      | Gilewicz   | 18     | 1/4 de f.        | -               | -               |
| 2000-2001 | I           | 1er/10      | 68          | 36          | 20          | 8           | 8           | 63          | 31          | +32         | 13 131      | Gilewicz   | 22     | Finaliste        | C1C3            | 3e tour2e tour  |
| 2001-2002 | I           | 1er/10      | 75          | 36          | 23          | 6           | 7           | 63          | 20          | +43         | 10 157      |            |        | 1/8e de f.       | C1C3            | 3e tour2e tour  |

### Joueurs emblématiques
- Zoltan Barisic
- Michael Baur
- Jerzy Brzeczek
- Harald Cerny
- Vaclav Danek
- Radosław Gilewicz
- Eduard Glieder
- Alfred Hörtnagl
- Robert Ibertsberger
- Patrik Ježek
- Roland Kirchler
- Richard Kitzbichler
- Walter Kogler
- Leo Lainer
- Wolfgang Mair
- Stephan Marasek
- Souleymane Sané
- Markus Scharrer
- Michael Streiter
- Stanislav Tchertchessov
- Karel Vácha
- Robert Wazinger
- Marc Ziegler

1. ↑  Seuls les principaux titres en compétitions officielles sont indiqués ici.